# Rogue Trooper (jeu vidéo, 1991)
Pour les articles homonymes, voir Rogue Trooper (homonymie).
Rogue Trooper est un jeu de plates-formes et de tir à la première personne en deux dimensions développé et édité par Krisalis Software sur Amiga et Atari ST en 1991. C'est une adaptation du comics Rogue Trooper,,.

## Système de jeu
Rogue Trooper est un jeu de plates-formes et de tir à la première personne en deux dimensions,.